# Bomärke

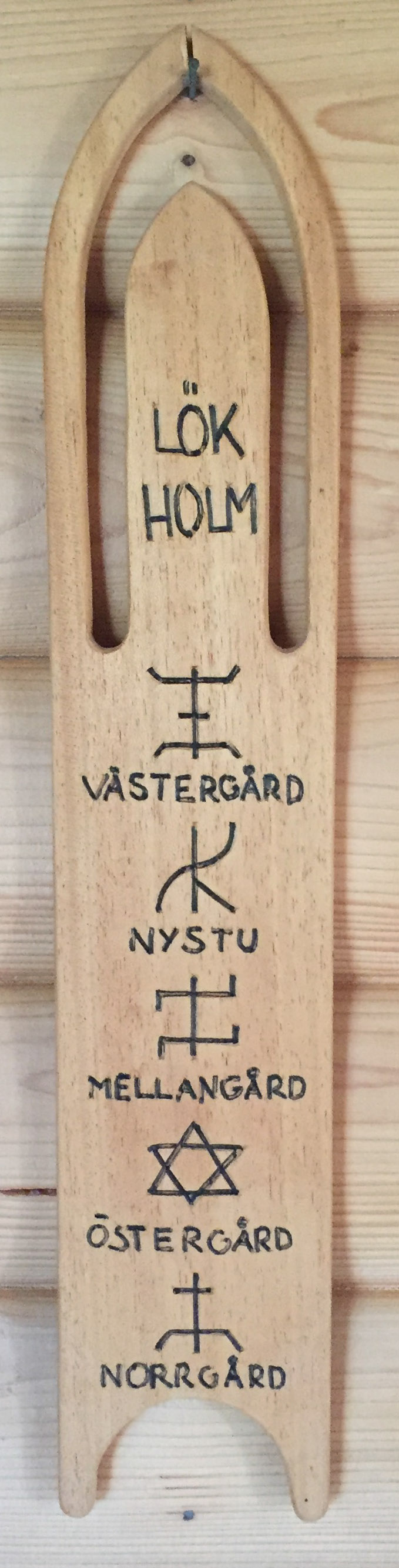
Bomärken från Lökholm i Nagu, Finland

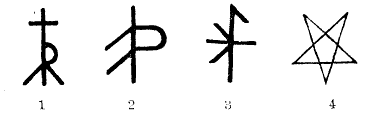
1. Islänningen Ormur Ketilssons bomärke (1369),
2. Islänningen Þordur Snorrasons bomärke (1439),
3. Kalmarrådmannen Sweder Scalles bomärke (1413),
4. Stenhuggarmärke från Uppsala domkyrka.

Ett bomärke är ett skrivtecken som består av en eller flera linjer, och som i huvudsak har använts på samma sätt som en namnteckning. Ibland består bomärket av parallella linjer eller inskurna bågar, men ofta bildas det av en stav med tillagda kännestreck (se bild). Märkena påminner mycket om runorna.
Även efter att skrivkonsten började bemästras av folket kunde bomärket signeras intill namnteckningen på protokoll, avtal o.d. Men märket har tidigare använts på hus och bohag, liksom varit inbränt eller inskuret i boskapsdjur. En persons bomärke gick ibland i arv. Ofta hade även gårdar sitt eget bomärke. Ursprungligen var det dessa som kallades bomärken, medan övriga endast märken. Numera benämns samtliga märken bomärken. Bomärke hade även individuella stenhuggare som arbetade för ett större byggnadsbolag. Sådana märken kan åskådas i Lunds domkyrka eller Vadstena klosterkyrka.
Under medeltiden hade varje borgare sitt bomärke, vilket markerades på varje tillhörighet och sigill. Varje svensk stad och flera företag hade även de bomärken. Timret som flottades på de norrländska älvarna bar sin ägares bomärke.
Bruket av bomärke har förekommit så gott som i hela Sverige långt tillbaka i tiden. Även idag (2023) används det av exempelvis samer för att öronmärka renar. Men det resterande bruket avtog då skrivkonsten blivit mer allmän bland folket, och bomärket ersattes med initialer. Gamla bomärken har i vissa fall emellertid tagits upp som sköldemärke i moderna heraldiska vapen.

## Forskning
Det har gjorts forskning i ämnet huruvida det finns något samband mellan bomärkena eller om de bara är slumpmässigt formade figurer. Fram tills på senare tid menar svenska forskare att det inte har funnits någon minsta gemensamma nämnare. Mats Rehnberg uttrycker det på följande sätt:
| ” | Man har ofta försökt finna likheter mellan enskilda bomärken och föregivna symboliska figurer, runtecken etc. Det har emellertid icke gått att påvisa något som helst bindande bevis för sammanhang mellan bomärkets yttre form och någon dylik inre betydelse. Då man med några streck, helst raka, vill skapa ett tecken eller märke, sker detta säkerligen i de allra flesta fall ganska slumpartat, och helt naturligt kan likartade märken uppstå på vitt skilda platser. | „ |
| – från "Bomärken" i Berg G. & Svensson S. (red): Gruddbo på Sollerön. En byundersökning, tillägnad Sigurd Erixon 26/3 1938, 1938 | |   |

Tuve Skånberg tyckte sig däremot se mer i tecknen; i sin doktorsavhandling i kyrkohistoria, Glömda gudstecken, påvisar han att det finns en kristen symbolik i grunden för bomärkena.
| ”                                               | Bomärkena har av somliga forskare ansetts ha utformats slumpvis, enbart med syftet att kunna skilja en bomärkesmarkering från en annan. I föreliggande bok, som är en doktorsavhandling i kyrkohistoria, visas i motsats till detta antagande att bomärkena har en lång och fascinerande historia, och utgör en hittills okänd symbolvärld. Med utgångspunkt från 27 595 bomärkesbelägg från de nordiska länderna, England, Tyskland, Schweiz och Lettland presenteras ett 80-tal olika bomärkestyper med mer än 230 varianter. Bomärkestyperna visar sig utgöra medeltida, kristna symboler som kors, treenighetssymboler, Kristus- och Mariamonogram samt olika helgonattribut. | „ |
| – Del av sammanfattningen hos Lunds universitet | |   |